# Maria Königin (Lingen)

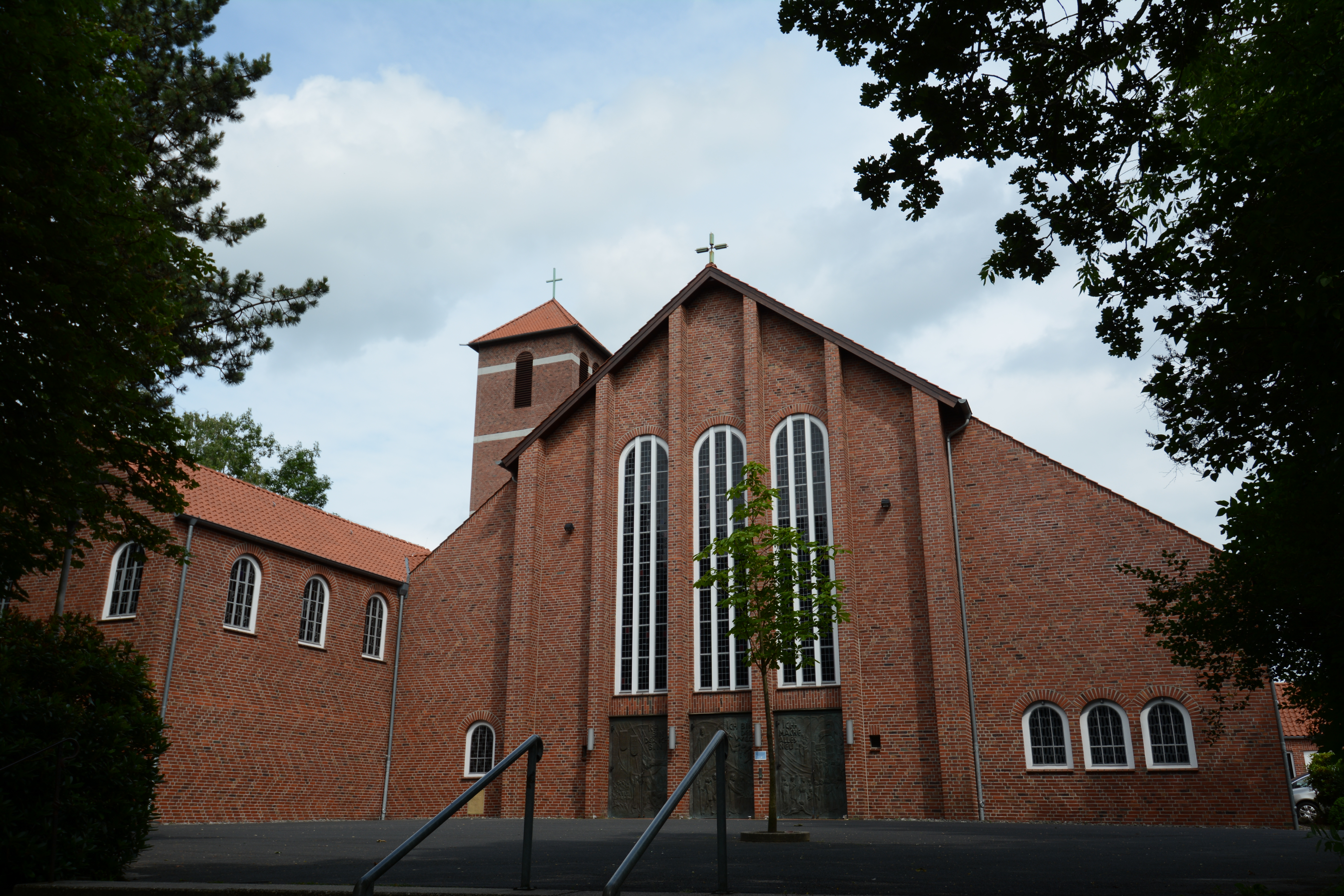
Maria Königin mit Blick auf das Westportal

Die römisch-katholische Kirche Maria Königin ist die Pfarrkirche der gleichnamigen Pfarrgemeinde in Lingen. Sie ist zusammen mit der 5 km entfernten Kirche St. Marien in Lingen-Biene eine der beiden Pfarrkirchen der Pfarreiengemeinschaft Lingen-Nord.

## Geschichte
Nach dem Zweiten Weltkrieg bildeten sich in Lingen die beiden neuen Siedlungen Telgenkamp und Heukampstannen. Nicht einmal 900 m entfernt von St. Bonifatius in der Altstadt wurde daher eine neue Kirche notwendig. Am 20. April 1953 beschloss daher der Kirchenvorstand von St. Bonifatius den Bau der neuen Kirche, der erste Spatenstich erfolgte am 15. März 1954. Ausführende Architekten waren Theodor Burlage und Bernhard Niebuer (Osnabrück) sowie Hermann Klaas (Lingen), welche die Kirche einer romanischen Hallenkirche nachempfanden. Die Weihe der Kirche durch Weihbischof Johannes von Rudloff erfolgte am 7. Dezember, einen Tag später zelebrierte Bischof Wilhelm Berning die erste heilige Messe.
Am 1. Oktober 1955 wurde die Gemeinde Maria Königin von der Bonifatiusgemeinde abgepfarrt, die Gemeindegrenzen neu festgelegt.
Im Juni 1966 wurden aufgrund der Beschlüsse des Zweiten Vatikanischen Konzils erste größere Umbaumaßnahmen durchgeführt. So wurde der bisherige Hochaltar als Volksaltar in die Mitte des Chorraums gerückt. Die Kanzel wurde entfernt, ebenso die Kommunionbänke, aus deren schwarzem Marmor der Ambo und die Tabernakelstele gefertigt wurden. Die Rückwand des Altarraums, bislang in Cremeweiß gehalten, erhielt einen dunkelgrünen Anstrich.
Im Sommer 1986 wurde die Kirche erneut renoviert: Der alte Fußboden war nicht tragfähig und musste ausgekoffert werden. Eine neue Heizungsanlage wurde eingebaut sowie der Anstrich erneuert.
1995 wurde die Marienkapelle renoviert und umgebaut.
Im Oktober 2003 erhielt die Kirche eine neue Mikrofonanlage und im Dezember darauf wurde der Altarraum umgestaltet. Der ehemalige Hochaltar wurde wieder an die Rückwand gesetzt und vor den Stufen zum Chorraum fast ebenerdig ein Provisorium aus Holz geschaffen. Dazu wurden die ersten Bankreihen entfernt und zusammen mit dem Taufbrunnen in den Chorraum gesetzt.
Die letzte große Renovierung fand von Mai bis November 2013 statt. Am markantesten ist der Umbau des Altarraums zu sehen. So wurde ein neuer Altarbereich geschaffen, der Chorraum komplett freigeräumt und die Rückwand erhielt ihre ursprüngliche Tönung. Die Beleuchtung wurde auf ein computergesteuertes LED-System umgestellt. Die Orgelempore wurde vergrößert und darunter ein durch Glastüren abgetrennter Eingangsbereich geschaffen. Der Taufbrunnen wurde in die Kirche zwischen Eingang und Altarraum gestellt. An Stelle der alten Beichtstühle wurde in der ehemaligen Familienkapelle ein neuer Beichtraum geschaffen. Viele kleinere Einrichtungsgegenstände wurden entfernt. Weitere Maßnahmen betrafen neue Kirchenbänke, neue Liedanzeiger und die Neugestaltung des Schriftenstandes.

## Patrozinium
Das Patrozinium ist Maria, Königin des Himmels und der Erde (lat. Regina Coeli Et Terrae) mit dem Patronatsfest am 22. August.

## Ausstattung

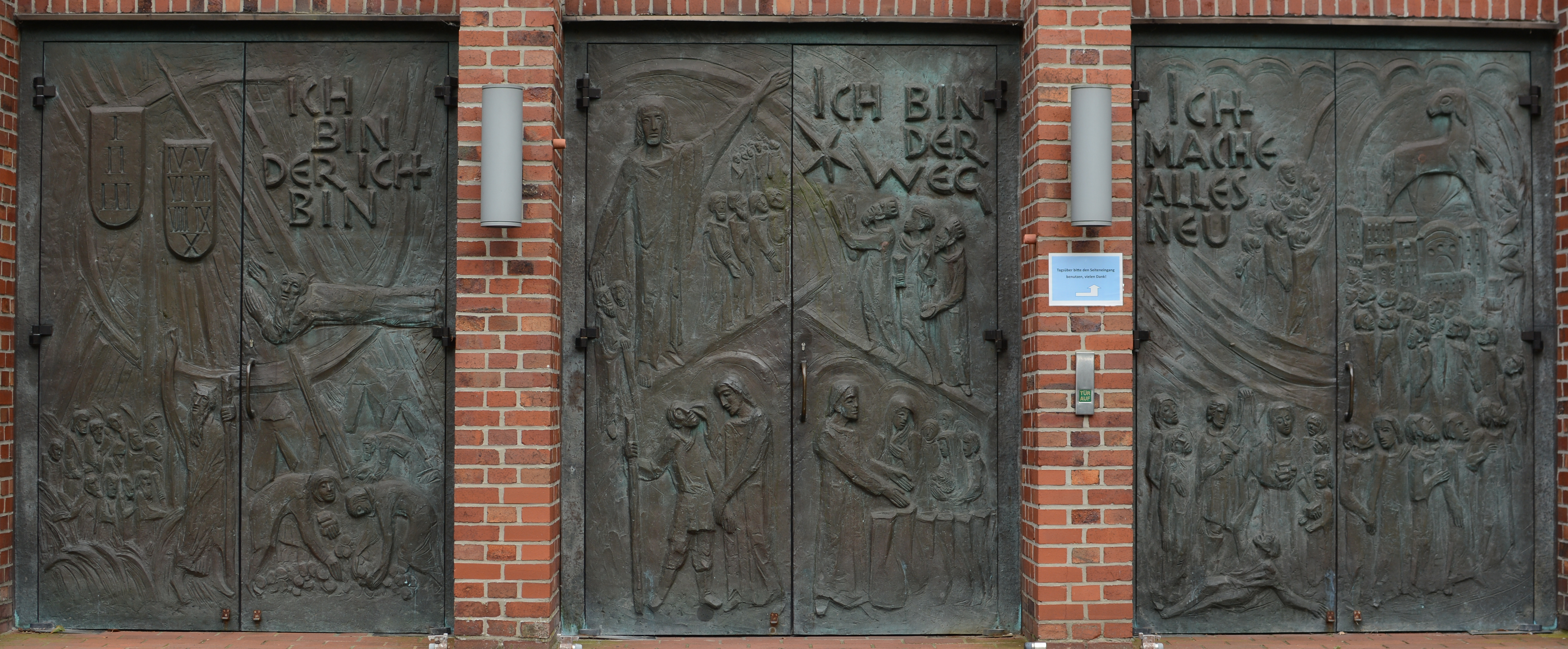
Die drei Bronzetüren von Maria Königin

### Bronzetüren
Die ursprünglichen Eingangstüren der Kirche waren aus Holz und wurden durch Witterungseinflüsse undicht, so dass 1982 der Neubau von Bronzetüren beschlossen wurde. Sie wurden von Joseph Krautwald (Rheine) gestaltet und am 22. Mai 1983 feierlich geweiht. Die drei Doppeltüren stellen das Erlösungswerk des dreifaltigen Gottes dar (von links nach rechts): Aus dem Alten Testament Ich bin, der ich bin (2 Mos 3,14 ), aus dem Neuen Testament Ich bin der Weg (Joh 14,6 ) und aus der Offenbarung Ich mache alles neu (Off 21,5 ).

### Altarraum
Der Altarraum wird dominiert von einem großen Altarbild an der Rückwand. Es ist ein ca. 3,6 × 9 m großes Mosaik, das 1954 von Ruth Landmann geschaffen wurde (Wv.-Nr. 57). Die Keramik ist original erhalten, das Sgraffito wurde 2013 renoviert; so wurden der vormals schwarze Drache und die schwarze Erdkugel farblich der helleren Rückwand angepasst. Es zeigt Szenen aus der Offenbarung des Johannes (Off 12,1-5 ).
Der Altarraum wurde im Laufe der Zeit mehrfach umgebaut. Seine jetzige Gestalt erhielt er im Zuge der Renovierung 2013. Der Künstler Tobias Eder gestaltete aus Sandstein den neuen Altar, den neue Ambo und einen neuen Osterleuchter. Der Altar wurde von Weihbischof Johannes Wübbe geweiht. Er enthält Reliquien der Heiligen Auctus aus Amphipolis (Makedonien) und des Bischofs Eumenius aus Gortyna (Kreta). Die Osterkerze brennt seitdem entgegen der liturgischen Norm bei jedem Gottesdienst im Altarraum und nicht am Taufbrunnen (wie sonst außerhalb der Osterzeit üblich).

### Glocken
Der 36 m hohe Glockenturm von Maria Königin ist durch einen Anbau mit dem Kirchengebäude verbunden. Der Anbau diente früher als Seitenkapelle, heute ist im Untergeschoss der Beichtraum.
Am 3. März 1958 konnten die vier Stahlglocken der Kirche von Pastor Jaeger geweiht werden. Hergestellt wurden sie von der Firma J. F. Weule. In der Osternacht, am 23. März desselben Jahres, läuteten die Glocken zum ersten Mal. Von Juli bis September 1998 wurden der Glockenstuhl und das Geläut renoviert und neu justiert. Die acht Schallfenster erhielten außerdem neue Holzlamellen.
Die Schlagtöne der Glocken sind d', e', g' und a'. Die Geläut-Disposition ergibt als Glockenmotiv ein erweitertes Gloria-Motiv, auch Motiv Christ ist erstanden genannt, da die Töne der Glocken die Anfangstöne dieses Chorals ergeben.

### Kreuzweg
In der Kirche befindet sich ein Steinguss-Kreuzweg, der vom Lingener Bildhauer Wilhelm Böing gestaltet und am 4. April 1965 geweiht wurde.

### Marienkapelle
Vor allem als Werktagskapelle oder für kleinere Gottesdienste wird die Marienkapelle genutzt. Sie ist nordwestlich am Eingangsbereich der Kirche angebaut und erhielt ihre jetzige Gestalt bei der Renovierung 1994/95 durch Architekt Ulrich Recker. Um den zentralen Altar sind Holzbänke halbkreisförmig angeordnet, ebenso die Sedilien hinter dem Altar. Die Holzreliefs am Altar, Ambo und Tabernakel wurden von den Gebrüdern Winkelmann gestaltet. Sie zeigen Stationen aus dem Leben Marias: Am Ambo die Hochzeit zu Kana, am Altar das Pfingstereignis, auf dem Tabernakel die Begegnung mit Elisabeth. Der Tabernakel ist seit 2013 der einzige in der Kirche, somit dient die Marienkapelle auch als Sakramentskapelle.

## Orgeln

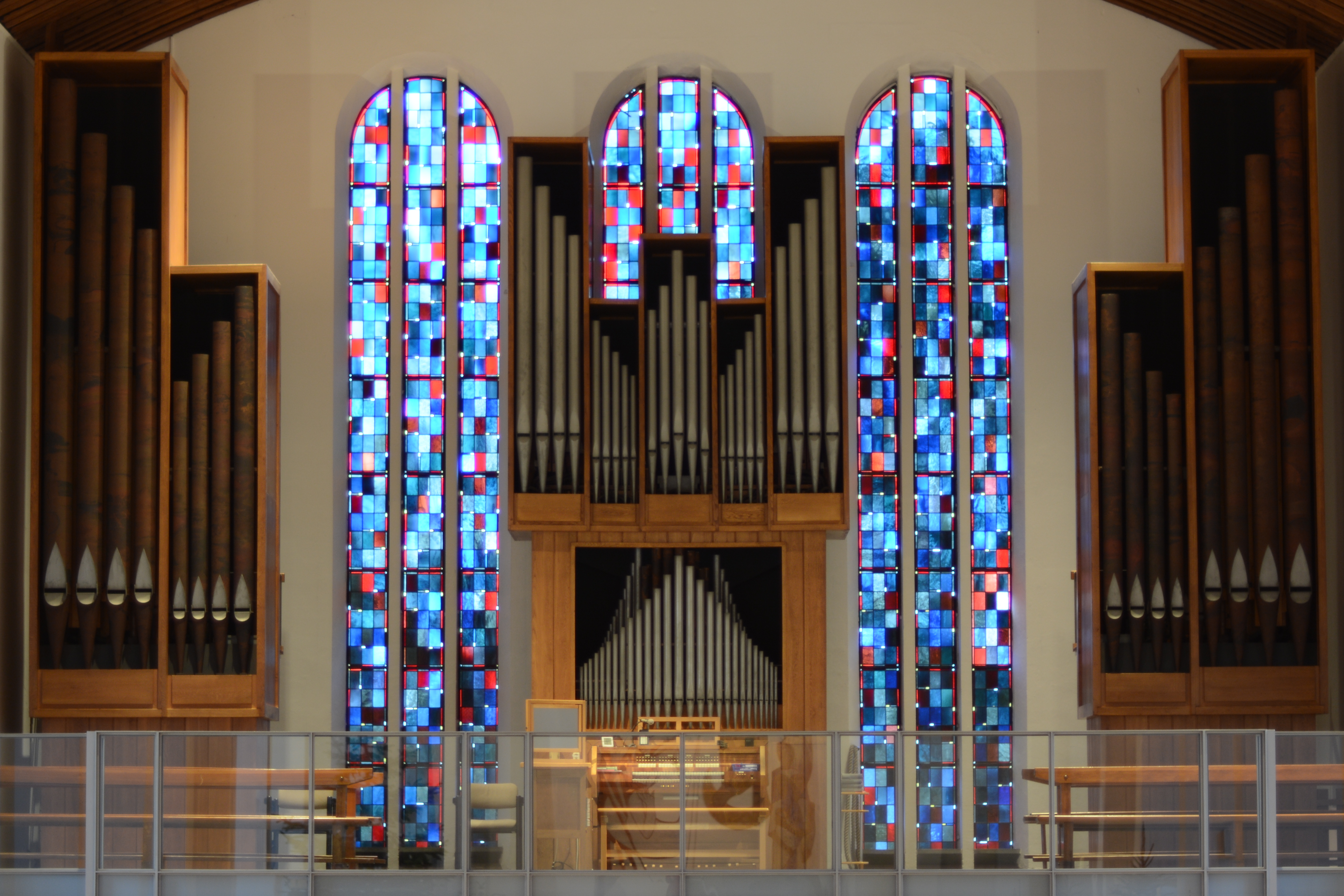
Die Orgel auf der Empore vom Altarraum aus gesehen

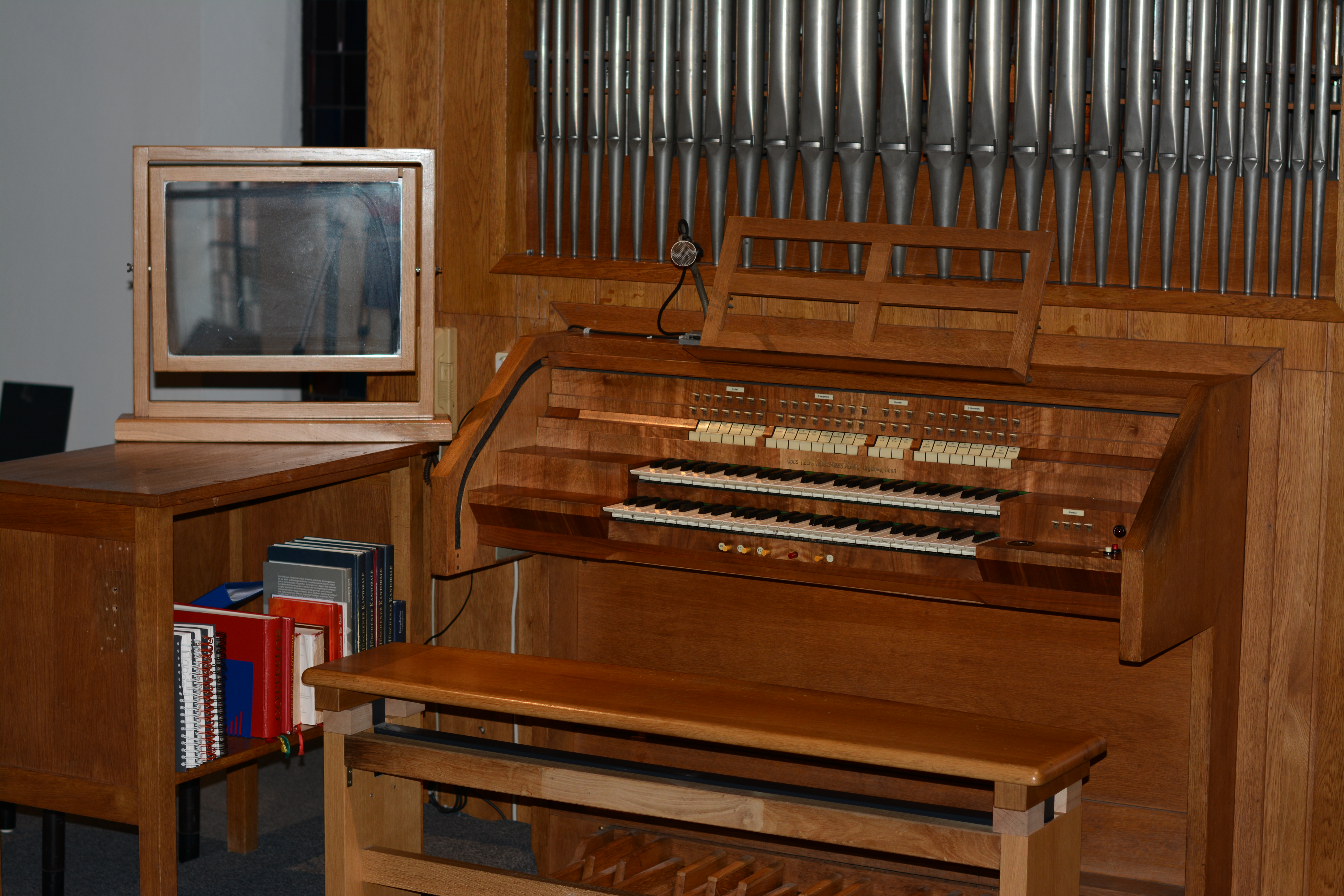
Der Spieltisch vor dem Brustwerk

Seit 1963 verrichtet eine Klais-Orgel (Opus 1259) ihren Dienst in der Kirche.

### Von der Planung zum Bau
Die Planungen für einen Orgelbau nahmen um 1960 konkrete Formen an. Von Hans-Gerd Klais wurden bis zum endgültigen Vertrag 17 verschiedene Entwürfe vorgestellt. Zunächst war ein dreimanualiges Instrument mit 31 Registern inklusive eines Schwellwerks geplant. Da zur selben Zeit auch der Kindergarten der Gemeinde gebaut wurde, wurde auch ein Teilausbau mit späterer Ergänzung des Schwellwerks in die Planungen aufgenommen.
Die Orgel sollte ihren Platz zunächst, der vorkonziliaren Liturgie entsprechend, in der linken Seitennische im Durchgang zum Glockenturm finden. Die Empore ist noch heute ungenutzt vorhanden, sie wäre für den Orgelbau erweitert worden. Im Fortgang der Planungen ergab sich jedoch, dass kein Platz für die mechanische Traktur wäre, der Altarraum für den Organisten nicht zu sehen und allgemein die Orgel für den Organisten schlecht zu hören wäre. Daher wurde beschlossen, im Eingangsbereich der Kirche eine neue Empore für die Orgel einzubauen, was schließlich 1963 geschah.
Auf der Empore sollte die Orgel schließlich mit dem Schwellwerk an der Stelle des heutigen Brustwerks sowie einem Rückpositiv an der Emporenbrüstung gebaut werden. Nach weiteren Planungen, insbesondere Kostenfragen, wurde schließlich das Schwellwerk aufgegeben, das Rückpositiv als Brustwerk geplant. Auch der Principal 16′ stand immer wieder zur Diskussion, wurde aber, auch wegen der Größe der Kirche, vom Orgelsachverständigen des Bistums Heinrich Rahe befürwortet. Andere Entwürfe ohne dieses Register waren ebenfalls geplant.
Im Frühjahr 1963 wurde der endgültige Vertrag geschlossen, die Fertigstellung sollte im November erfolgen. Nach Lieferschwierigkeiten konnte schließlich am 29. Dezember 1963 die Orgel durch Generalvikar Wilhelm Ellermann geweiht werden. Die Ansprache hielt Domchordirektor Heinrich Rahe, Eberhard Bonitz spielte auf der neuen Orgel Werke von Buxtehude, Bach und Reger.

### Werkaufbau, Ausstattung und Umbauten
Die Orgel befindet sich auf der Orgelempore gegenüber dem Altarraum. Das Hauptwerk mit dem Principal 8′ im Prospekt befindet sich mittig oberhalb des Brustwerks. Hinter dem Praestant 4′ in dessen Prospekt sind auch einige Pfeifen des Salicet 8′ zu erkennen. Das Hauptwerk wird links und rechts von markanten Pedaltürmen flankiert mit dem Principal 16′ aus geflämmtem Kupfer im Prospekt. Im Fuß des Turms der C-Lade befindet sich auch der Hauptbalg mit dem Orgelgebläse. Durch ein 16 cm hohes Holzpodest, auf dem die ganze Orgel steht, führen die Abstrakten und Windkanäle zu den anderen Werken und zum Spieltisch. Die größten sichtbare Pfeifen in den Pedaltürmen sind die D/Dis-Pfeifen. Die beiden tiefsten C/Cis-Pfeifen sind, ebenso wie die große Oktave des Salicet 8′, in der seltenen Haskell-Kröpfung ausgeführt.
Die originale Disposition ist bis heute nahezu unverändert. Die ersten Schleifenzugmagnete mussten bereits 1967 ausgetauscht werden. 1976 wurde die Orgel erstmals renoviert, dabei wurden auch die Zungenregister nachintoniert. 1988 erfolgten durch Orgelbau Fischer und Krämer (Endingen) erstmals größere Umbauten: Die ursprünglich verbaute Seilzugtraktur führte bereits seit einiger Zeit zu vermehrten Problemen. Sie wurde komplett entfernt und durch eine mechanische Traktur mit Holzabstrakten ersetzt. Lediglich die Wellenbretter mit den Aluminium-Wellen blieben erhalten. Die Relais der Schleifenzugmagnete wurden ebenso erneuert wie der Koppelapparat. Dieser war aus Aluminium gebaut und wurde auf Holz umgestellt. Die Principale 16′ (Ped.), 8′ und 4′ (HW) wurden insgesamt weicher und der Scharff IV weniger scharf intoniert. Der Sesquialter wurde in seine jetzige Zusammensetzung umgebaut und grundtöniger intoniert (vorher C–f0 2′ + 1 1⁄3′).
Die letzte Generalüberholung wurde nach der Kirchenrenovierung Ende 2013 von Martin Cladders (Badbergen) durchgeführt. Neben der Reinigung der Windladen und Pfeifen sowie dem Überholen der Traktur wurde eine neue Abstraktenführung zum Hauptwerk eingebaut. Wegen der Veränderung des Kirchenraums, insbesondere der Größe der Orgelempore, wurde die Intonation geringfügig überarbeitet. So wurden von den Mixturen einige Chöre durch Abstecken der Pfeifen stillgelegt (siehe auch die Anmerkungen bei der Disposition).

### Disposition
| I Hauptwerk C–g3 |       |
| Pommer           | 16′   |
| Principal        | 8′    |
| Rohrflöte        | 8′    |
| Octav            | 4′    |
| Gemshorn         | 4′    |
| Superoctav       | 2′    |
| Mixtur V–VI      | 1 ⁄3′ |
| Trompete         | 8′    |

| II Brustwerk C–g3  |       |
| Holzgedackt        | 8′    |
| Salicet            | 8′    |
| Praestant          | 4′    |
| Blockflöte         | 2′    |
| Sesquialter II–III | 2 ⁄3′ |
| Scharff IV         | 1⁄2′  |
| Vox Humana         | 8′    |
|                    |       |
| Tremulant          |       |

| Pedal C–f1  |     |
| Principal   | 16′ |
| Subbass     | 16′ |
| Offenbass   | 8′  |
| Choralflöte | 4′  |
| Posaune     | 16′ |
| Trompete    | 8′  |

- Koppeln: II/I, I/P, II/P (mechanisch)
- Spielhilfen: Handregistrierung, Freie Kombination 1, Freie Kombination 2, Auslöser, Tutti, Zungenabsteller (einzeln)

1. ↑  C–h0 Kupfer
2. 1 2 3  Prospektpfeifen
3. ↑  Große Oktave in Mahagoni
4. ↑  Doppelchor 2′ (s. u.) ab c2 stillgelegt, also eigentlich eine Mixtur V
5. ↑  C–c3 in Mahagoni
6. ↑  Große Oktave als Kupferpfeifen in Haskell-Kröpfung
7. ↑  Jeweils zwei Pfeifen pro Ton sind stillgelegt, also eigentlich ein Scharff II
8. ↑  C und Cis in Haskell-Kröpfung, C–b0 Kupfer
9. ↑  Holz
10. ↑  Kupferbecher
11. ↑  Große Oktave Kupferbecher

| C:  |    |   |         |   |       |   |         |   |       |   | 1 ⁄3′ | + | 1′ | + | 2⁄3′ | + | 1⁄2′ | + | 1⁄3′ |
| B:  |    |   |         |   |       |   |         |   | 2′    | + | 1 ⁄3′ | + | 1′ | + | 2⁄3′ | + | 1⁄2′ |   |      |
| f0: |    |   |         |   |       |   | 2 ⁄3′   | + | 2′    | + | 1 ⁄3′ | + | 1′ | + | 2⁄3′ |   |      |   |      |
| f1: |    |   |         |   | 4′    | + | 2 ⁄3′   | + | 2′    | + | 1 ⁄3′ | + | 1′ |   |      |   |      |   |      |
| c2: |    |   | 4′ (2×) | + | 2 ⁄3′ | + | 2′ (2×) | + | 1 ⁄3′ |   |       |   |    |   |      |   |      |   |      |
| c3: | 8′ | + | 4′ (2×) | + | 2 ⁄3′ | + | 2′ (2×) |   |       |   |       |   |    |   |      |   |      |   |      |

| C:  |    |   | 2 ⁄3′ | + | 1 3⁄5′ |
| c1: | 4′ | + | 2 ⁄3′ | + | 1 3⁄5′ |

| C:    | 1⁄2′  |  |
| Gis:  | 2⁄3′  |  |
| c0:   | 1′    |  |
| c1:   | 1 ⁄3′ |  |
| gis1: | 2′    |  |
| c2:   | 2 ⁄3′ |  |
| c3:   | 4′    |  |

Es ist beim Scharff IV jeweils nur der tiefste Ton angegeben.
Quelle: Informationen des Orgelbauers Cladders
- 24 Register, 31 Pfeifenreihen, 1520 Pfeifen
- Körperlänge der größten Pfeife: ca. 5,1 m (Principal 16′, Ton D)
- Körperlänge der kleinsten Pfeife: ca. 15 cm
- Gewicht der Orgel: Pedaltürme jeweils ca. 1800 kg, Brust und Hauptwerk ca. 4500 kg[12].
- Gehäuse/Prospekt:
  - Material: Stahlträger, Eichenholzverkleidung
  - Maße (HxBxT): Pedaltürme ca. 7,30 m × 1,95 m × 1,40 m, Haupt-/Brustwerk ca. 6,30 m × 2,92 m × 1,28 m (Höhe inklusive eines 16 cm Holzpodestes, auf welchem die Orgel steht).
- Details der elektrischen Anlagen:
  - Spannung: 30 V
- Windversorgung:
  - 1 Windmotor (Drehstrom, im Sockel des C-Pedalturmes)
  - 1 Blasbalg (4 Regulierbälge, einer je Windlade)
  - Hauptwerk 59 mmWS
  - Brustwerk 49 mmWS
  - Pedal C-Seite 74 mmWS
  - Cis-Seite Pedal 76,5 mmWS
- Windlade
  - 4 Schleifladen
- Spieltisch(e):
  - Ein Hauptspieltisch, vor dem Brustwerk angebaut
  - Zwei Manuale
  - Pedal: Parallelpedal, doppelt geschweift
  - Registerwippen, Kippschalter für freie Kombinationen
- Traktur:
  - Tontraktur: mechanisch (Holzabstrakten)
  - Registertraktur: elektrisch
- Stimmung:
  - Höhe a1= 443 Hz bei 20 °C
  - Gleichstufige Stimmung

## Leitende Seelsorger
Bis 1961 waren die leitenden Geistlichen Pastoren, mit der Bildung einer eigenständigen Pfarrei Pfarrer.
- 1954–1958 Wilhelm Jaeger
- 1958–1962 Paul Biedendieck
- 1962–1987 Joseph Schwegmann
- 1988–2000 Reinhard Molitor
- 2000–2009 Klaus Warning
- 2009–2019 Jens Brandebusemeyer
- seit 2019 Antony Kallarakkal